# Hydropsyche yathetima
Hydropsyche yathetima là một loài Trichoptera trong họ Hydropsychidae. Chúng phân bố ở miền Ấn Độ - Mã Lai.